# Мальцев, Александр Николаевич (депутат)
Александр Николаевич Мальцев (род. 6 июня 1952) — российский политический деятель, депутат второго созыва (1995—1999)

## Биография
Родился 6 июня 1952 года, русский. Образование высшее — окончил Ленинградский государственный университет имени А. А. Жданова, преподаватель философии и обществоведения. Кандидат философских наук.
Член КПСС с 1985 года. Член ЦК КПСС с 1990 года. Член Секретариата ЦК КПСС с июля по август 1991 года.
Избирался депутатом Нижегородского городского Совета народных депутатов.
Перед избранием в Государственную Думу Федерального Собрания Российской Федерации второго созыва был заместителем председателя Нижегородской городской Думы.

### Депутат ГД РФ
Депутат Государственной Думы от Сергачского одномандатного избирательного округа № 122, Нижегородская область. Выдвинут кандидатом в депутаты группой избирателей.
Член комиссии Межпарламентской Ассамблеи государств — участников СНГ по обобщению опыта государственного строительства и местного самоуправления.
На 2023 год является профессором кафедры государственного и муниципального управления в Российской академии народного хозяйства и государственной службы.